# Wetboek van Strafvordering (België)
Het Wetboek van Strafvordering bepaalt de regels van het opsporen van misdrijven, het onderzoek, de vervolging, de rechten en plichten van de partijen, de besluitvorming en de uitvoering van de beslissingen. (formeel strafrecht). 
Wát de strafbare misdrijven zijn en welke straffen ervoor kunnen uitgesproken worden, is te vinden in het Strafwetboek (ook wel materieel strafrecht genoemd). 
Deze twee wetboeken vormen de basis van het Belgisch strafrecht. Het Wetboek van Strafvordering wordt afgekort met de afkorting "Sv.".
Het Wetboek van Strafvordering heeft sinds zijn ontstaan in 1808 (de zogenaamde Code d'instruction criminelle van Napoleon) geen grote wijzigingen meer ondergaan. Enkel de "kleine wet Franchimont" van 1998 heeft de regels wat betreft opsporingsonderzoek en gerechtelijk onderzoek grondig gewijzigd. Het was de bedoeling om het wetboek via de "grote wet Franchimont" om te vormen tot een (nieuw) Wetboek van Strafprocesrecht. Eind 2006 werd dit idee in de koelkast gestopt.
Het wetboek heeft zowel accusatoire als inquisitoire elementen. Bovendien steunt het wetboek het principe van scheiding: de vervolging gebeurt door het Openbaar Ministerie, het onderzoek berust bij de onderzoeksrechter en het Openbaar Ministerie; en de berechting gebeurt door het vonnisgerecht.
Het Belgische Wetboek van Strafvordering bevat een "Voorafgaande titel" en twee boeken.

## Voorafgaande titel
In de Voorafgaande titel van het Wetboek van strafvordering, die 31 apart genummerde artikelen bevat, worden enkele belangrijke regels vastgelegd voor de burgerlijke partij of de benadeelde persoon bij een strafproces. Ook worden sommige misdaden of wanbedrijven die buiten het Belgische grondgebied gepleegd zijn, toch in België strafbaar gesteld, bijvoorbeeld oorlogsmisdaden, of ernstige feiten gepleegd tegen minderjarigen.
Ten slotte worden de regels voor de prejudiciële geschillen en voor de verjaring en de stuiting en schorsing van verjaring vastgelegd.

## Boek I
Het eerste boek, dat begint met artikel 8, gaat over de gerechtelijke politie, de procureurs des Konings en het verschil tussen een opsporingsonderzoek onder leiding van een Procureur en een echt gerechtelijk onderzoek onder leiding van een onderzoeksrechter.
Met de invoering van artikel 28septies van het wetboek van Strafvordering werd de aanzet gegeven tot de vervaging van het onderscheid tussen het opsporings- en het gerechtelijk onderzoek. De procureur des Konings kan de onderzoeksrechter vorderen om een specifieke onderzoeksmaatregel te vorderen waarvoor deze normaliter exclusief bevoegd is zonder dat het gerechtelijk onderzoek wordt ingesteld.

## Boek II
Het tweede boek, vanaf artikel 137, gaat over het gerecht.
- Titel I: over de politierechtbank en de correctionele rechtbank.
- Titel II: over het hof van assisen.
- Titel III: over de wijzen van voorziening tegen arresten of vonnissen. (bijvoorbeeld nietigheid, cassatieberoep,...)
- Titel IV: over enkele bijzondere rechtsplegingen, bijvoorbeeld de valsheidsprocedure.
- Titel V: over de regeling van het rechtsgebied en de verwijzing van de ene naar de andere rechtbank
- Titel VI: over bemiddeling
- Titel VII: over zaken van openbaar belang en algemene veiligheid (bijvoorbeeld gevangenis, wederrechtelijke vrijheidsberoving, eerherstel en verjaring